# Résolution 379 du Conseil de sécurité des Nations unies
Membres permanents
- Chine
- États-Unis
- France
- Royaume-Uni
- URSS

Membres non permanents
- RSS de Biélorussie
- Cameroun
- Costa Rica
- Guyana
- Iraq
- Italie
- Japon
- Mauritanie
- Suède
- Tanzanie

Résolution no 378 Résolution no 380
La résolution 379 du Conseil de sécurité des Nations unies est adoptée par consensus lors de la 1 852e séance du Conseil de sécurité des Nations unies le 2 novembre 1975, a examiné un rapport du secrétaire général relatif à la situation concernant le Sahara occidental. Le Conseil a réaffirmé la résolution 377 du Conseil de sécurité et la résolution 1514 de l'Assemblée générale et a pris note avec préoccupation de la gravité de la situation.
La résolution demande instamment à toutes les parties concernées et intéressées d'éviter toute action susceptible d'aggraver encore la tension dans la région et prie le Secrétaire général de poursuivre et d'intensifier ses consultations avec les parties intéressées et de faire rapport dès que possible.
Aucun détail du vote n'a été donné, si ce n'est qu'il a été « adopté par consensus ».

### Sources
- (en) Cet article est partiellement ou en totalité issu de l’article de Wikipédia en anglais intitulé « United Nations Security Council Resolution 379 » (voir la liste des auteurs).

### Texte
- Résolution 379 sur fr.wikisource.org
- Résolution 379 sur en.wikisource.org